# Cantón de Hornoy-le-Bourg
El cantón de Hornoy-le-Bourg era una división administrativa francesa, que estaba situada en el departamento de Somme y la región de Picardía.

## Composición
El cantón estaba formado por dieciséis comunas:
- Arguel
- Aumont
- Beaucamps-le-Jeune
- Beaucamps-le-Vieux
- Belloy-Saint-Léonard
- Brocourt
- Dromesnil
- Hornoy-le-Bourg
- Lafresguimont-Saint-Martin
- Le Quesne
- Liomer
- Méricourt-en-Vimeu
- Saint-Germain-sur-Bresle
- Thieulloy-l'Abbaye
- Villers-Campsart
- Vraignes-lès-Hornoy

## Supresión del cantón de Hornoy-le-Bourg
En aplicación del Decreto nº 2014-263 de 26 de febrero de 2014, el cantón de Hornoy-le-Bourg fue suprimido el 22 de marzo de 2015 y sus 16 comunas pasaron a formar parte del nuevo cantón de Poix-de-Picardie.